# Бол Бол
Бол Мануте Бол (енгл. Bol Manute Bol; Картум, 16. новембар 1999) амерички је кошаркаш. Игра на позицијама крилног центра и центра, а тренутно наступа за Финикс сансе.
Син је некадашњег јужносуданско-америчког кошаркаша Манутеа Бола. На НБА драфту 2019. одабрали су га Денвер нагетси као 44. пика у другој рунди.